# Book of Armagh
Book of Armagh är ett irländskt-latinskt manuskript, som nu förvaras i Dublin.
Book of Armagh är skriven på 800-talet i Armagh, där det fanns en berömd klosterskola. Den är av stor historisk och språkhistorisk betydelse och återger avskrivna ännu äldre dokument. Den innehåller bland annat evangelierna, en levnadteckning över Sankt Patrik och skrivelser angående stiftet.